# Dicranomyia (Dicranomyia) venusta
Dicranomyia (Dicranomyia) venusta is een tweevleugelige uit de familie steltmuggen (Limoniidae). De soort komt voor in het Nearctisch gebied.